# 沖縄県道18号線
沖縄県道18号線（おきなわけんどう18ごうせん）は、沖縄県名護市東江と字大浦とを結ぶ一般県道。
長らく未整備だった路線で、2008年（平成20年）9月19日にようやく全線開通となった。

## 概要

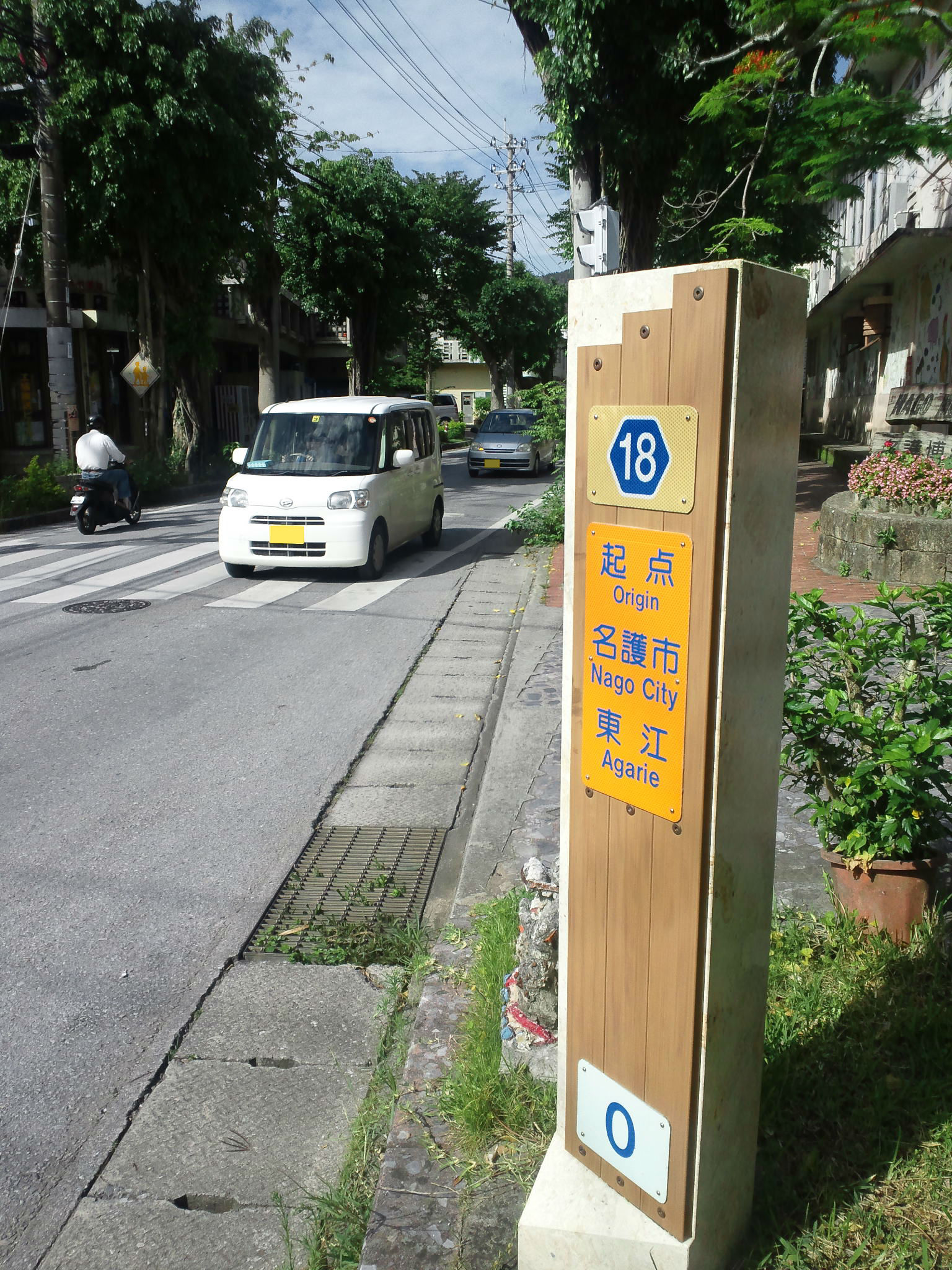
県道18号線の起点ポスト

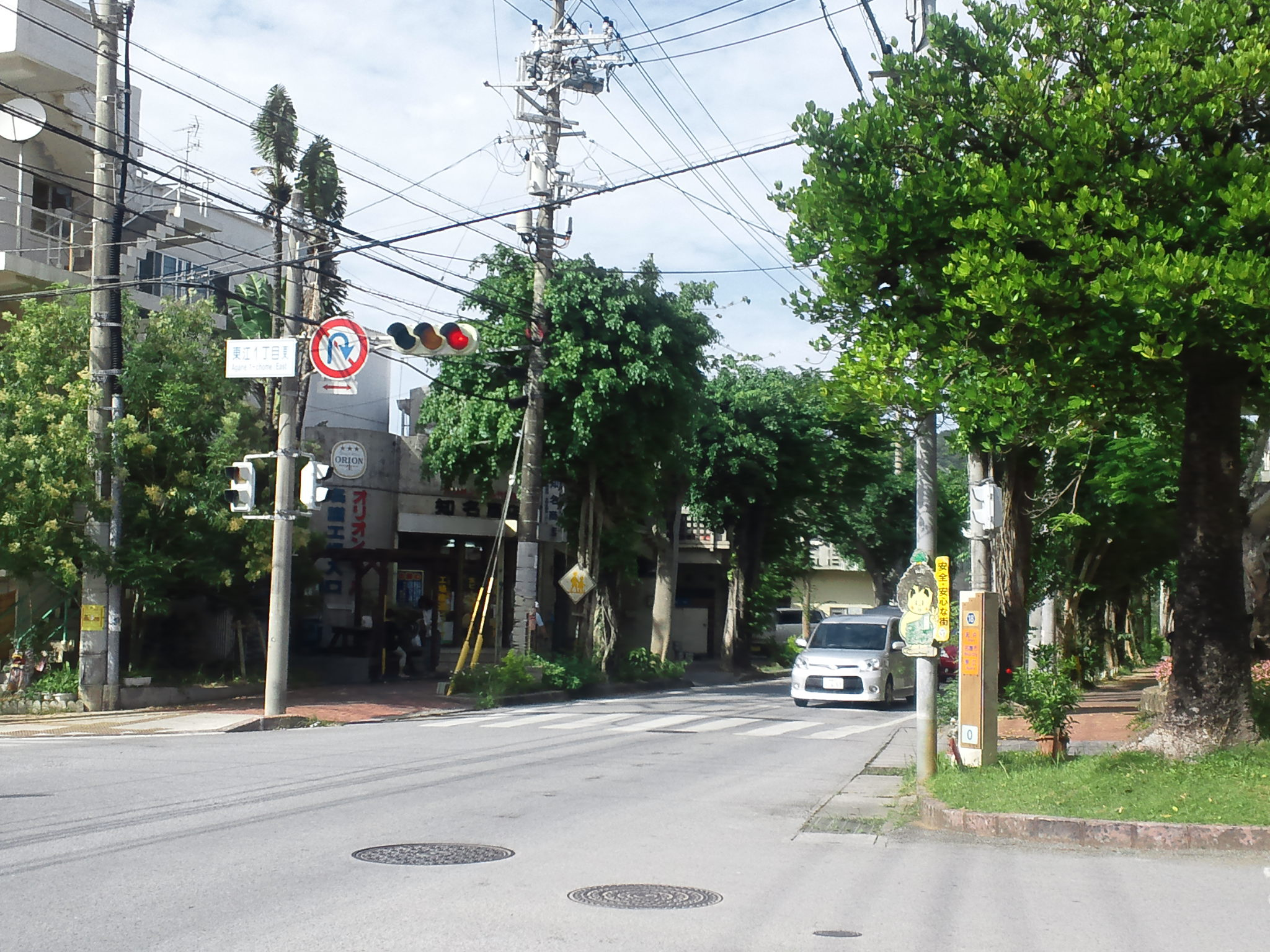
県道18号線の起点ポストがある、東江1丁目（東）交差点

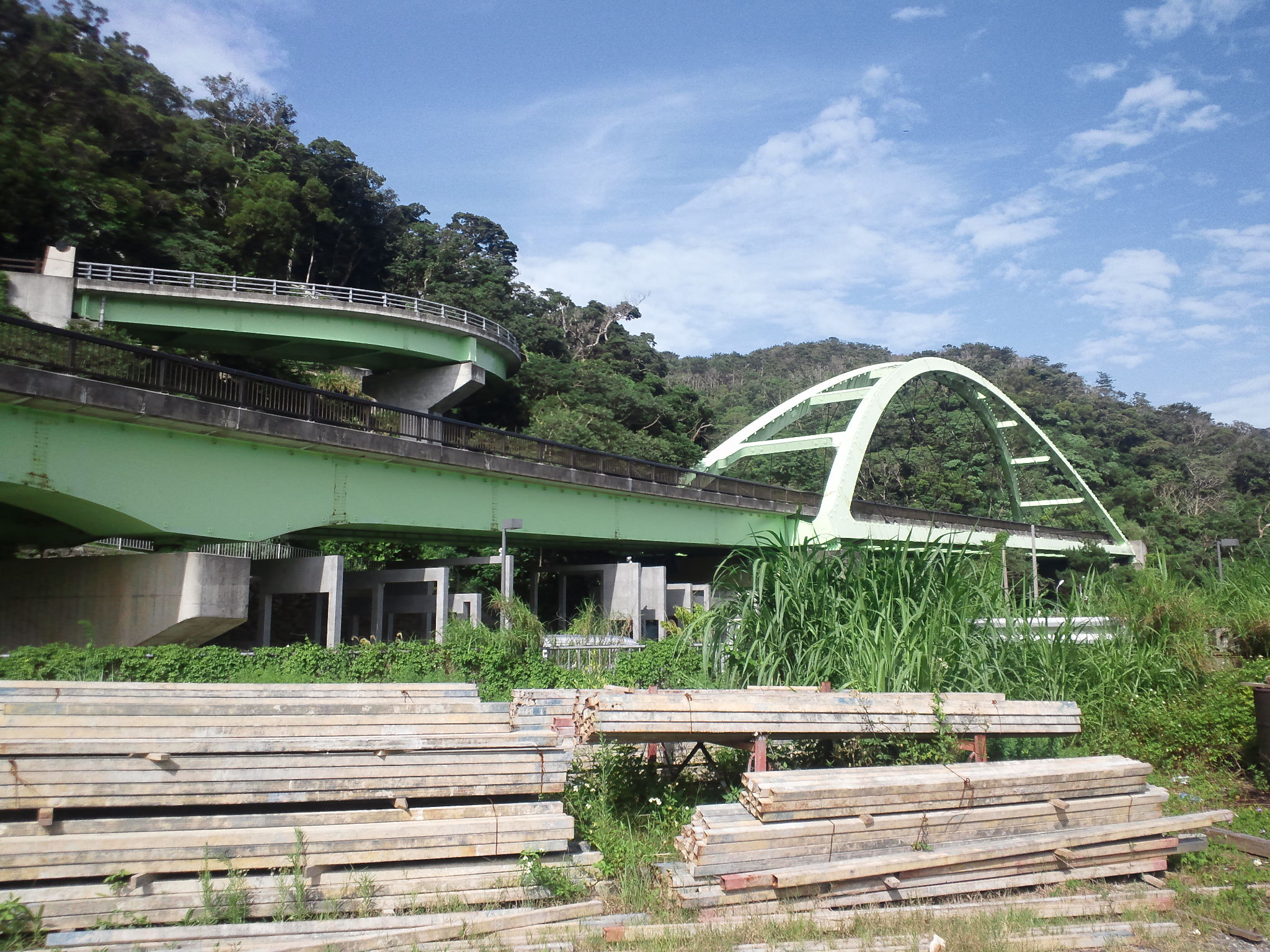
下の橋が名護城大橋

### 区間
- 起点：名護市東江（沖縄県道84号名護本部線）
- 終点：名護市字大浦（国道331号）
- 総延長：11.52km（実延長も同じ）

### 通過自治体
- 名護市

### 交差する道路
- 沖縄県道84号名護本部線（起点）
- 国道58号名護東道路（名護市名護・通過のみ）
- 国道331号（終点）

### 主な橋・トンネル
- 名護城（なんぐすく）大橋
- 幸地大橋
- じんがもり大橋
- 東江原トンネル（303m） 建設当時は2号トンネルだった
- 雨志川原トンネル（159m） 建設当時は1号トンネルだった
- 番越トンネル 名称が決まるまで3号トンネルだった

### 主要施設
- オリオンビール名護工場（名護市東江）
- 名護中央公園（名護市東江・名護）

### 路線バス
名護東部線（78番・琉球バス交通と沖縄バスの共同運行）が平日のみ1 - 2本（名護市街方面・朝1本、天仁屋方面・夕方と夜に各1本）東海岸の大浦 - 大川間に経由する形で乗り入れている。

## 歴史・特徴
- 1959年（昭和34年）に琉球政府道18号線として指定。1972年（昭和47年）の本土復帰と同時に県道18号線となる。
- 本土復帰前からこの路線が存在したにもかかわらず、1990年代まで40年近くもほとんど未整備だった（全区間通行は可能だが、一部区間を除き幅員が狭く事実上の険道だった）。2000年代に入り名護城大橋や東江原トンネルなどの主な橋やトンネルが完成、最後に残った番越トンネル以東の大川集落の区間が2008年（平成20年）9月19日に完成、全線開通された[1]。
- 全線開通後は、久志支所（旧久志村役所）のある瀬嵩やカヌチャ・ベイリゾートのある安部など東海岸（久志地域）から市街地へのアクセスが便利になるほか、羽地ダム（名護市道羽地大川線）経由で羽地方面に抜けることも可能である。